# Swainsona oroboides
Swainsona oroboides är en ärtväxtart som beskrevs av George Bentham. Swainsona oroboides ingår i släktet Swainsona och familjen ärtväxter. Utöver nominatformen finns också underarten S. o. reticulata.